# Leucanopsis nonagrioides
Leucanopsis nonagrioides är en fjärilsart som beskrevs av Rothschild 1910. Leucanopsis nonagrioides ingår i släktet Leucanopsis och familjen björnspinnare. Inga underarter finns listade i Catalogue of Life.